# Niels Lyhne
Niels Lyhne est un roman de l'écrivain danois Jens Peter Jacobsen, publié en 1880. Il est traduit initialement en français en 1928, avec le sous-titre Entre la vie et le rêve.
Le récit, écrit à la troisième personne du singulier relate la vie du personnage. Celui-ci est un jeune poète en devenir, idéaliste et rêveur. 
Le roman confronte les espoirs idéalistes de Niels Lyhne aux théories de Darwin. L'anticléricalisme y prend une part importante, jonchant le récit de références et d'interrogations théologiques.

## Traductions en français
- Niels Lyhne : entre la vie et le rêve, trad. de R. Rémusat, Stock, 1928
- Niels Lyhne [« Niels Lyhne »], trad. de Jean Couturier, Paris, La Sizaine, 1946
- Niels Lyhne [« Niels Lyhne »], trad. de Sten Byelke et Sébastien Voirol, Toulouse, Éditions Ombres, 1998, 318 p.  (ISBN 2-84142-082-5) (BNF 37026303)